# Danilson Córdoba
Danilson Córdoba (født 6. september 1986) er en colombiansk fodboldspiller.

## Colombias fodboldlandshold
| Colombias landshold | Colombias landshold | Colombias landshold |
| År                  | Kmp                 | Mål                 |
| ------------------- | ------------------- | ------------------- |
| 2007                | 2                   | 0                   |
| 2008                | 1                   | 0                   |
| Total               | 3                   | 0                   |